# William Henry Phelps Jr.
Pour les articles homonymes, voir Phelps.
Ne doit pas être confondu avec William Henry Phelps.
William Henry Phelps Jr. est un ornithologue et homme d'affaires vénézuélien, né à San Antonio de Maturín (Monagas) le 25 décembre 1902 et mort à Caracas le 13 août 1988.

## Ascendance
Il est le deuxième fils de William Henry Phelps, ornithologue américano-vénézuélien.